# R188

## Storia e Sviluppo
Le R188 sono una serie di 506 carrozze della metropolitana di New York operanti nella divisione A e realizzate dalla Kawasaki Heavy Industries tra il 2011 e il 2016. Fanno parte della famiglia dei New Technology Train. Il progetto delle R188 è stato lanciato come parte di un'iniziativa della Metropolitan Transportation Authority (MTA) per modernizzare la flotta della metropolitana di New York in vista dell'apertura della Second Avenue Subway e per migliorare il servizio sulla linea 7, che passa sotto il fiume Hudson. La Kawasaki Heavy Industries si è aggiudicata il contratto nel 2010, con l'obiettivo di produrre una flotta che rispondesse alle esigenze dei New Technology Train (NTT). Le prime unità sono entrate in servizio nel 2013.

## Specifiche Tecniche
Le R188 sono basate sul design delle R142A, ma con diverse modifiche per conformarsi agli standard del New Technology Train (NTT). Ogni treno R188 è dotato di tecnologia CBTC (Communications-Based Train Control), che consente un controllo più preciso del traffico ferroviario e una maggiore frequenza dei treni. Le carrozze hanno una lunghezza di circa 15,2 metri e sono equipaggiate con porte pneumatiche, sistemi di climatizzazione avanzati, e display a LED per la comunicazione con i passeggeri. Sono in grado di ospitare fino a 176 passeggeri per carrozza, con un mix di posti a sedere longitudinali e verticali.